# Mirosława Zakrzewska-Kotula
Mirosława Zakrzewska-Kotula (ur. 6 grudnia 1932 w Łodzi, zm. 21 listopada 1985 tamże) – polska siatkarka, koszykarka i piłkarka ręczna, medalistka mistrzostw świata i Europy w siatkówce, reprezentantka Polski w koszykówce, mistrzyni Polski w siatkówce i piłce ręcznej. Zawodniczka HKS (1948) i Chemii (Unii) Łódź (1949–1955?) BKS Stal Bielsko-Biała (1955–1957) – Wisły Kraków (1957–1961) i Startu Gdynia (1962–1966), w którym pracowała także jako trener.

## Kariera sportowa
W reprezentacji Polski debiutowała w pierwszym w historii występów tej drużyny meczu międzypaństwowym - 14 lutego 1948 z Czechosłowacją. Jej największe sukcesy w karierze to wicemistrzostwo świata w 1952, wicemistrzostwo Europy w 1950 oraz brązowe medale mistrzostw Europy w 1949, 1955 i 1958, wystąpiła też na mistrzostwach świata w 1960 (czwarte miejsce). Ostatni raz w biało-czerwonych barwach wystąpiła 13 września 1961 w towarzyskim spotkaniu z Czechosłowacją. Łącznie w reprezentacji zagrała 112 razy.
Jako siatkarka była trzykrotną mistrzynią Polski (1949, 1950 z Chemią Łódź, 1959 z Wisłą Kraków), trzykrotną wicemistrzynią Polski (1948 z HKS Łódź, 1958, 1960 z Wisłą Kraków) oraz dwukrotną brązową medalistką mistrzostw Polski (1952 z Unią Łódź, 1961 z Wisłą Kraków)
14 razy wystąpiła w reprezentacji Polski seniorek w koszykówce, m.in. na mistrzostwach Europy w 1952 (5. miejsce).
Była trzykrotną mistrzynią Polski w piłce ręcznej (1949 - z Chemią, 1951, 1952 z Unią)
W Plebiscycie Przeglądu Sportowego w 1952 zajęła 4 czwarte miejsce.